# Artur Rodziński
Artur Rodziński (Split, 1 de janeiro de 1892 - Boston, 27 de novembro de 1958) foi um maestro polonês.

## Biografia
Artur Rodziński nasceu em Split dia 1 de Janeiro de 1892. Logo após, seu pai, descendente de polonês e um general do exército da império dos Habsburgos, retornou com sua família para Lwów, Polônia.
Rodziński estudou música em Lwów, e depois Direito em Viena, onde ele simultaneamente se envolveu com a Academia de Música. Seus professores na academia incluíram: Josef Marx e Fraz Schreker de composição, Franz Schalk de condução e Emil von Sauer e Jerzy Lalewicz de piano. Rodziński retornou para Lwów, onde ele se envolveu com o coral da Casa de Ópera de Lwów, fazendo sua estreia como maestro em 1920 com Ernani, uma ópera de Giuseppe Verdi. No mesmo ano ele conduziu a Orquestra Filarmônica de Varsóvia e a Casa de Ópera de Varsóvia. Enquanto visitava a Polônia, Leopold Stokowski, ouvindo Rodziński executando Die Meistersinger von Nümber de Richard Wagner, disse Eu encontrei uma coisa rara, um nascido maestro  e o convidou para conduzir a Orquestra da Filadélfia.
Entre 1925 e 1929 ele serviu como assistente de Stokowski, conduzindo a Grande Ópera da Filadélfia e dirigindo a ópera e o departamento orquestral no Instituto Curtis. Entre 1929 e 1933, Rodziński foi o diretor musical da Filarmônica de Los Angeles. Em 1933 ele foi nomeado o diretor musical da Orquestra de Cleveland, ficando no cargo até 1943.  Rodziński apareceu também com a Filarmônica de Nova Iorque, entre 1934 e 1937. Rodziński também foi ativo na Europa, se tornando o primeiro naturalizado estadunidense a conduzir a Filarmônica de Viena no Festival de Salzburgo, em 1936 e 1937. Rodziński foi apontado como diretor musical da Filarmônica de Nova Iorque em 1943.  Na década de 1950 ele fez inúmeras gravações, tanto no La Scala quanto com a Orquestra Filarmônica Real.
Sua última performance foi em 1958, conduzindo Tristan und Isolde, com a soprano Birgit Nilsson, dirigindo a Ópera Lírica de Chicago. Rodziński foi casado duas vezes e teve dois filhos.